# Anelaphus subseriatus
Anelaphus subseriatus är en skalbaggsart som först beskrevs av Bates 1885. Anelaphus subseriatus ingår i släktet Anelaphus och familjen långhorningar.
Artens utbredningsområde är Panama. Inga underarter finns listade i Catalogue of Life.